# Кольцо из Амстердама
«Кольцо из Амстердама» — советский художественный фильм, поставленный на киностудии «Мосфильм» в 1981 году Владимиром Чеботарёвым.
Сценарий фильма основан на одной из сюжетных линий повести Олега Шмелёва и Владимира Востокова «Знакомый почерк», впервые опубликованной в журнале «Огонёк», а впоследствии выходившей отдельными изданиями.
Премьера фильма состоялась в марте 1982 года.

## Сюжет
Юрий Фа́стов работает штурманом торгового флота. Его новый знакомый Миша дал ему в долг деньги на «Волгу», а также помог купить жене Юрия кольцо. Ввязавшись в организованные Мишей валютные махинации, Фастов соглашается заняться контрабандой из Амстердама бриллиантов. При попытке провести драгоценности через границу Юрий попадает в поле зрения иностранной разведки. Перед угрозой раскрытия его валютных преступлений Фастов даёт себя завербовать, но, чувствуя угрызения совести, приходит в Комитет государственной безопасности с повинной. С этого момента он начинает вести двойную игру.

## В главной роли
- Александр Збруев — Юрий Викторович Фастов, штурман на теплоходе «Альбатрос»

## В ролях
- Паул Буткевич — Фред, сотрудник иностранных спецслужб в Амстердаме
- Михаил Волков — господин Гутман («Пётр Иванович»), резидент иностранной разведки
- Геннадий Корольков — Краснов, майор госбезопасности
- Всеволод Ларионов — Миша Суликов, коммерческий директор на заводе металлических изделий, контрабандист
- Людмила Стоянова — Валентина, жена Фастова
- Андрей Ширнин — Владимир, сын Фастова
- Валентина Воилкова — Лена, студентка института культуры, «подставная девочка»
- Александр Дик — Джордж Скейнс, шпион-резидент под именем Виктор Петрович Синельников
- Валерий Шитовалов — Геннадий Иванович Гринёв, полковник госбезопасности
- Александр Юшин — Андрей, фарцовщик
- Ольга Мясникова — Зоя, подруга Лены
- Валерий Афанасьев — Василий, сотрудник КГБ
- Владимир Ферапонтов — Владимир Петрович Доценко, моряк, поёт песню «Любимые, дождитесь нас»

## В эпизодах
- Владимир Балон — мистер Линч
- Лариса Барабанова — работница бассейна
- Эве Киви — сотрудница иностранных спецслужб
- Вера Новикова — Нина, подруга Андрея (озвучила Наталья Гурзо)
- Борис Гусаков — Александр Соколов, моряк-подводник, друг Фастова
- Николай Сморчков — Геннадий Иванович, полковник
- Вячеслав Врачев, Е. Зиньковский, Александр Курицын

## Съёмочная группа
- Авторы сценария — Олег Шмелев, Владимир Востоков
- Режиссёр-постановщик — Владимир Чеботарёв
- Оператор-постановщик — Александр Княжинский
- Художник-постановщик — Евгений Серганов
- Композитор — Андрей Петров
- Звукооператор — Владимир Курганский
- Текст песен — Григория Поженяна
- Дирижёр — Сергей Скрипка
- Режиссёр — Вячеслав Врачев
- Операторы — В. Милиоти, Д. Смидович
- Художник по костюмам — А. Духавина
- Монтажёр — Н. Аникеева
- Художник-гримёр — М. Подсухская
- Комбинированные съёмки:
Оператор — Григорий Зайцев
Художник — А. Клименко
- Консультанты — Н. Крымов, Э. Вересоцкий
- Редактор — О. Козлова
- Музыкальный редактор — Раиса Лукина
- Исполнитель трюков — Альдо Таммсаар
- Директор картины — Сергей Вульман
- Съёмочная группа благодарит коллективы Эстонского морского пароходства и Дальневосточного морского пароходства за оказанную помощь в проведении съёмок

## Музыка
- Песню «Море не кончается нигде» (муз. А. Петрова — сл. Г. Поженяна) исполняет Эдуард Хиль.
- Песню «Любимые, дождитесь нас» исполняет Владимир Ферапонтов.

## Критика
В журнале «Крокодил» была опубликована эпиграмма Владимира Волина на этот фильм:

Загранка, бриллианты и фарцовка, 

Любовница, вербовка и шифровка, 

Раскаянье, душевный разговор… 

Поистине «новаторский» набор!
— Крокодил. — 1982. — № 29. — С. 8.